# Premi Ara de còmic en català
El Premi Ara de còmic en català és un guardó que el diari Ara atorga anualment des del 2020 al millor còmic de no-ficció (periodístic, assagístic, històric, biogràfic o autobiogràfic) en llengua catalana. El premi, amb el suport de la Direcció General de Política Lingüística i la col·laboració de Norma Editorial, està dotat amb 10.000 €; també hi ha un segon premi dotat amb 1.500 €.

## Palmarès
| Any  | Autor                                      | Obra                | Palmarès   | Ref.  |
| ---- | ------------------------------------------ | ------------------- | ---------- | ----- |
| 2020 | Pep Brocal                                 | Caritat del Río     | Guanyador  | [ 3 ] |
| 2020 | Berta Cusó                                 | Paral·lel           | Finalista  | [ 3 ] |
| 2020 | Ferran Vidal                               | Força               | Finalista  | [ 3 ] |
| 2021 | Luis Pérez Ortiz                           | Cuelgamuros         | Guanyador  | [ 4 ] |
| 2021 | John Carlin (guió) Oriol Malet (dibuix)    | L'art de la guerra  | Finalista  | [ 4 ] |
| 2022 | Glàfira Smith                              | Els homes són llops | Guanyador  | [ 5 ] |
| 2022 | Jordi Carrión (guió) Roberto Mass (dibuix) | Big bang            | Finalista  | [ 5 ] |
| 2023 | Susanna Martín                             | Cafè americà        | Guanyadora | [ 6 ] |
| 2023 | Maribel Carod                              | Pals a les rodes    | Finalista  | [ 6 ] |
| 2024 | Lluc Silvestre (guió) Ed Carosia (dibuix)  | Indis de Barcelona  | Guanyadors | [ 7 ] |